# 普阿·基洛哈
普阿·基洛哈（英語：Pua Kealoha，1902年11月14日—1989年8月29日），美国男子游泳运动员。他曾代表美国参加1920年夏季奥林匹克运动会游泳比赛，获得男子4×200米自由泳接力金牌和男子100米自由泳银牌。